# Šira
Šira (rusky Шира) je bezodtoké meromiktické hořkoslané jezero v Chakaské republice v Rusku. Leží v Minusinské kotlině v nadmořské výšce 352 m. Má rozlohu 32 km². Průměrně je hluboké 11,2 m a dosahuje maximální hloubky 21,6 m.

## Pobřeží
Břehy jsou mírně skloněné s písčitými plážemi. Dno je tvořené sirovodíkovým léčebným jílem.

## Vodní režim
Rozsah kolísání úrovně hladiny je 4,5 m. Zamrzá v listopadu a rozmrzá na konci dubna nebo v květnu. Do jezera ústí řeka Son. V létě je u jezera teplo (průměrná teplota vzduchu v červenci je 18 °C), v zimě je chladno (průměrná teplota vzduchu v lednu je -19 °C). Průměrné srážky jsou 250 mm/rok.

## Lázně
Lázně s léčebným bahnem se nacházejí 11 km od stejnojmenné železniční stanice. Léčebné prostředky jsou sulfáto-chloridová, sodno-hořečnatá voda jezera používaná na pití v ředěném stavu a pro koupele jílové bahno z Velkého Utičjeva jezera, které leží 20 km daleko. Lečí se nemoci pohybového ústrojí, páteře, zažívání, gynekologické nemoci a nemoci nervového systému. Nacházejí se zde sanatoria a léčebné domy.